# Togfører
 Ikke at forveksle med lokomotivfører, som er den som styrer toget Der er for få eller ingen kildehenvisninger i denne artikel, hvilket er et problem. Du kan hjælpe ved at angive troværdige kilder til de påstande, som fremføres i artiklen.

En togfører er en person der leder arbejdet med at udføre sikkerheds- og serviceopgaver i et tog, fx kontrol af billetter og yden hjælp til passagererne.
Det kan også beskrive vedkommende som fører toget, særligt i daglig tale
I DSBs sikkerhedsreglement af 1975 står der: "Togføreren har ansvaret for eftersyn af toget, togets sammensætning, bremser mv."[kilde mangler] Eftersynet af togets sammensætning og bremser betyder i dag reelt, at togføreren kontrollerer, at togsættene er korrekt spændt sammen, at der er etableret gennemgang mellem vognene, at togets sikkerheds- og komfortteknik er virksom samt at det sikkerhedsmæssige udstyr er tilstede og virksomt. Bremserne er derimod normalt lokomotivførerens område. På nogle togtyper assisterer togføreren dog lokomotivføreren med dennes bremseprøve. [kilde mangler]
I fagsprog er togføreren er ikke den, der styrer toget; det gør lokomotivføreren, dette kan give lidt forvirring da ordret kan have begge betydninger Togføreren leder og fordeler arbejdsopgaverne mellem det øvrige togpersonale, togbetjentene. Togføreren betjener passagererne og kontrollerer billetter. Togføreren står desuden for afkoblingen og etablering af gennemgang i IC3, IR4 og ET-togsættene. Togføreren har det overordnede sikkerhedsmæssige ansvar for passagererne i toget, samt for at passagerudvekslingen sker i overensstemmelse med de foreskrevne sikkerhedsinstrukser. Det er togføreren, som leder arbejdet ved en eventuel evakuering af passagerene.[kilde mangler] Det er derimod lokomotivføreren, som har det sikkerhedsmæssige ansvar for selve togmaterialet.[kilde mangler] Togføreren kan suppleres af en eller flere togbetjente.
Uddannelsen til togfører tager cirka 21 uger, hvoraf de 10 af ugerne er praktik. Togføreren undervises i jernbanesikkerhed, jernbanegeografi, brandbekæmpelse, førstehjælp, konflikthåndtering, materielkendskab og kendskab til billetter (alm. togbilletter, takstområdebilletter) samt meget andet. Uddannelsen afsluttes bl.a. med flere eksaminer samt praktiske prøver i sikkerhed og service. Eksaminer og praktiske prøver i sikkerhed skal lige som en række fysiske krav gentages og bestås med få års mellemrum.
 Denne artikel omhandler overvejende eller alene danske forhold. Hjælp gerne med at gøre artiklen mere almen.